# Sinhazinha Flô
Sinhazinha Flô é uma telenovela brasileira produzida e exibida pela TV Globo de 25 de outubro de 1977 a 27 de janeiro de 1978, em 82 capítulos. Substituiu Dona Xepa e foi substituída por Maria, Maria, sendo a 13ª "novela das seis" exibida pela emissora.
Foi escrita por Lafayette Galvão, com base nos romances A Viuvinha, Til e O Sertanejo, de José de Alencar, e dirigida por Herval Rossano e Sérgio Mattar.

## Enredo
Em 1880, a luta pela libertação dos escravos está no auge e a República caminha a passos largos para ser implantada.
É nesse cenário que nasce o amor entre Sinhazinha Flô e Arnaldo. Ele é um vaqueiro que luta, na sua condição de mestiço, filho da escrava Zana, pelo amor de Flô, filha de seu patrão. Já a moça vacila entre Arnaldo e um amor de infância: Jorge, um rapaz que procura sua liberdade particular. Vendendo sua fazenda ao capitão Gervásio Campelo, Jorge vai até o Rio de Janeiro tentar a fortuna através de jogos e negócios escusos com produtores de café.
Quanto à jovem Chiquinha, filha do capitão Campelo e amiga de Flô, apaixona-se por Murilo, um ladrão de cavalos, contrariando toda a sua formação paterna. Ela se desespera quando o pai a obriga a se casar com um homem mais velho a quem, sobretudo, ela não ama.

## Elenco
| Ator/Atriz          | Personagem                         |
| ------------------- | ---------------------------------- |
| Bete Mendes         | Flô                                |
| Eduardo Tornaghi    | Arnaldo Loureiro                   |
| Thaís de Andrade    | Chiquinha                          |
| Castro Gonzaga      | Capitão-mor Gervásio Pires Campelo |
| Ana Lúcia Torre     | Ermelinda                          |
| Gilberto Martinho   | Pepe                               |
| Fregolente          | Padre Teles                        |
| Ary Coslov          | Marcos Fragoso                     |
| Ruth de Souza       | Justina                            |
| Antônio Patiño      | Aleixo Vargas (Moirão)             |
| Neuza Borges        | Zana                               |
| Élcio Romar         | Agrela                             |
| Clementino Kelé     | Tião                               |
| Paulo Pinheiro      | Manuel Abreu                       |
| Fredman Ribeiro     | Jó                                 |
| Pietro Mário        | Orvieto                            |
| Carlos Duval        | Padre Antônio                      |
| Angelito Mello      | Jão Bugre                          |
| Nardel Ramos        | Miguel                             |
| Ademilton José      | Vicente                            |
| Maria das Graças    | Mariinha                           |
| Antônio Ganzarolli  | Tuniquinho                         |
| Heloísa Raso        | Clotilde                           |
| Joyce de Oliveira   | Gumercinda                         |
| Darcy de Souza      | Terta                              |
| Walter Moreno       | Zé                                 |
| Marcus Toledo       | Leandro Barbalho                   |
| Gilson Moura        | Delegado Sebastião                 |
| José Maria Monteiro | Juca                               |
| Marcelo Baraúna     | Gonçalo Suçuarana                  |
| Paulo Tondato       | Negrum                             |
| Mário Polimeno      | Chico da Venda                     |
| Catulo de Paula     | Violeiro                           |
| Ricardo Garcia      | Brás                               |
| Cleonir dos Santos  | Brás (voz)                         |
| D'artagnan Mello    | Rodrigo                            |
| Lafayette Galvão    | Januário                           |
| Clemente Viscaíno   | Dr. Gustavo                        |
| Silvia Chamecki     | Amélia                             |
| Zilcléia dos Santos | Maria                              |
| Sidney Marques      | Escravizado de Marcos Fragoso      |
| Joana Rocha         | Cozinheira dos Campelo             |
| Márcio de Lucca     | Jorge Silva                        |
| Danton Jardim       | Murilo                             |
| David Pinheiro      | Cigano                             |
| Ana Lúcia Gregary   | Isabela                            |
| Lourdes Coimbra     | Mucama                             |

Músicas tocadas na novela
1. Fogo no Canavial - Jorge Teles
2. Manhã Primeira - Paulo Tapajós
3. Bate Canela - Clementina de Jesus
4. Barriga da Nega - Veludo
5. O Menino e os Carneiros - Geraldo Azevedo
6. Terra que é meu Coração - Abílio Martins

## Exibição

### Outras Mídias
Foi disponibilizada em 25 de novembro de 2024 no Globoplay através do Projeto Fragmentos, que visa resgatar obras incompletas cujos capítulos foram perdidos em incêndios ou no processo de substituição de mídias físicas por questões econômicas. Foram preservados os capítulos: 01, 02, 29, 30, 81 e 82.
No entanto, o anúncio causou polêmica nas redes sociais, uma vez que segundo informações de pesquisadores, apesar da TV Globo não possuir a versão integral da trama nos acervos, a emissora teria arquivado a versão internacional com os mesmos 82 capítulos da edição original, mas com minutagens diferentes, informação que não chegou a ser confirmada pela equipe da plataforma de streaming.

## Recepção
Sinhazinha Flô não foi um grande sucesso de audiência e crítica. A crítica Maria Helena Dutra em sua coluna no Jornal do Brasil chamou a telenovela de "folhetim rasgado mas chato". Para Ismael Fernandes um dos motivos para a produção não ter dado certo "[Foi] a união de dois romances regionalistas (“O Sertanejo” e “Til”) com um urbano (“A Viuvinha”)".